# Slapno
Slapno is een plaats in de gemeente Ozalj in de Kroatische provincie Karlovac. De plaats telt 339 inwoners (2001).